# Daniela Payssé
Daniela Payssé (17 tháng 10 năm 1946  – 21 tháng 12 năm 2018 ) là thượng nghị sĩ người Uruguay đại diện cho đảng Broad Front.

## Đầu đời
Payssé được sinh ra ở Montevideo và là một giáo viên tại, và sau đó là giám đốc của Học viện Pedutoogag Infantil (Viện nghiên cứu Sư phạm trẻ em) từ năm 1968 đến 1995.

## Sự nghiệp chính trị
Năm 2000, Payssé là đại diện quốc gia thay thế cho Montevideo, một vị trí mà bà đã nắm giữ cho đến năm 2005, gia nhập Ủy ban Tài chính. Năm 2005, bà được bầu lại làm Đại diện Quốc gia bởi khu vực Hội đồng Uruguay của Mặt trận Rộng. Trong thời gian này, cô đã tham gia Ủy ban Nhân quyền, Ngân sách và Giới tính và Công bằng. Bà cũng chủ trì Ủy ban đặc biệt của Đại hội đồng để theo dõi tình hình nhà tù. Bà chủ trì Ủy ban Nhân quyền của Đại hội đồng, phụ trách việc hợp nhất Hội đồng Chỉ thị của Tổ chức Nhân quyền và Thanh tra viên Quốc gia.
Năm 2010, bà được tái đắc cử một lần nữa với tư cách là Đại diện Quốc gia cho Montevideo. Payssé là một phần của Nhân quyền, Ngân sách và Ủy ban đặc biệt về Giới và Công bằng, Ủy ban đặc biệt theo dõi tình hình nhà tù của Đại hội đồng, đồng thời là thành viên của Ngân hàng Phụ nữ bicameral được thành lập từ các nhà lập pháp các đảng của Uruguay. Cô gia nhập Nghị viện Mercosur trong giai đoạn 2010 2015. Trong một cuộc tranh luận năm 2010, bà đã lập luận chống lại việc sử dụng lý thuyết của hai con quỷ khi giải thích Luật về hết hạn các yêu sách trừng phạt của Nhà nước. Năm 2013, bà đảm nhận chức vụ phó chủ tịch đầu tiên của Hạ viện. Bà cũng giữ vị trí phó chủ tịch Ủy ban danh dự về cuộc chiến chống ung thư.
Trong cuộc tổng tuyển cử năm 2014, bà đã được bầu làm thượng nghị sĩ cho đảng của mình.

## Đời tư
Payssé có sáu người con và tám đứa cháu.
Bà đã chết ở Montevideo sau khi bị nhồi máu vào ngày 21 tháng 12 năm 2018, thọ 72 tuổi.